# Délocalisation de gaz à effet de serre

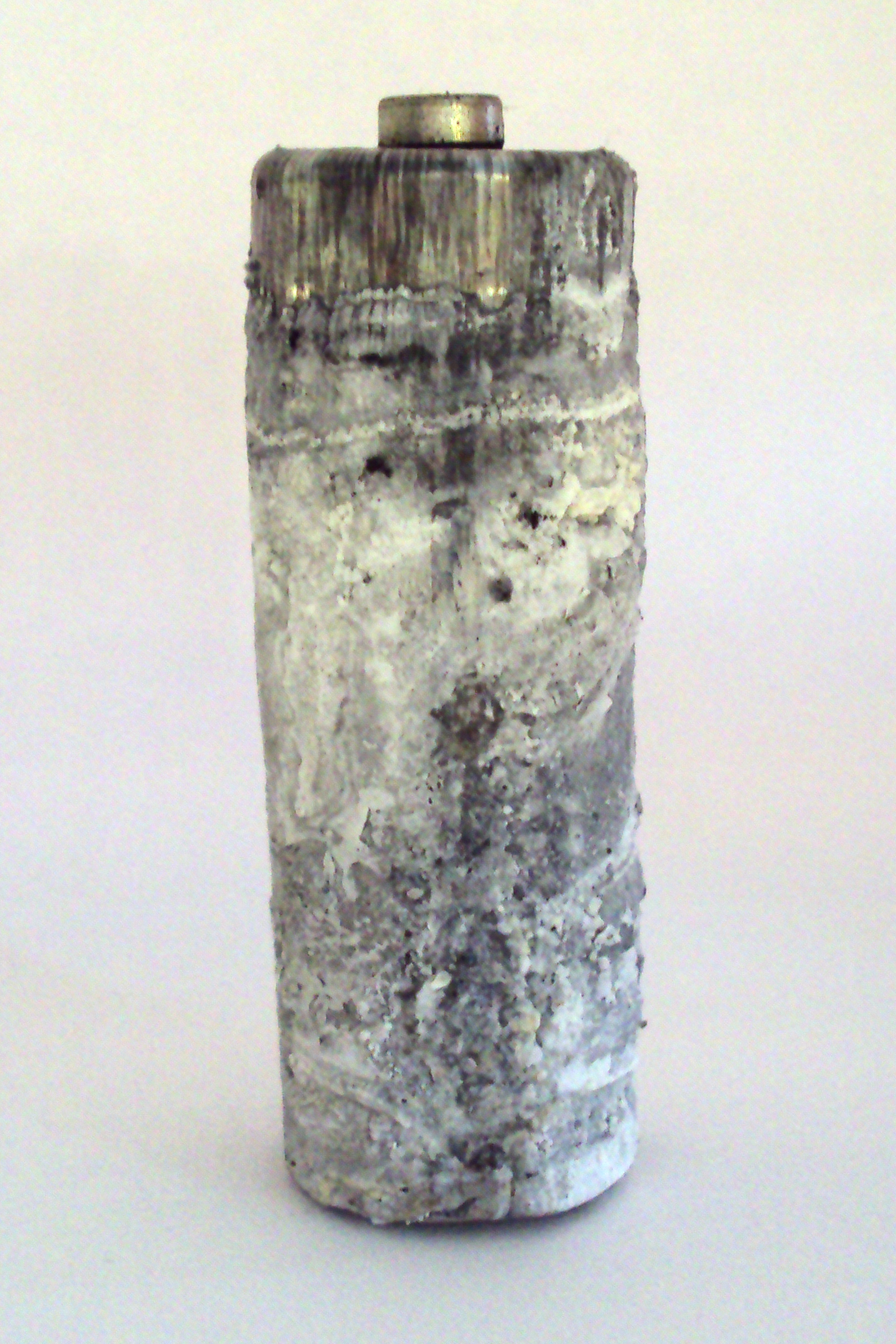
Corrosion d'une pile zinc-carbone

Une délocalisation d'émissions de gaz à effet de serre, abrégée en délocalisation de gaz à effet de serre (GES), est le transfert d'une activité fortement émettrice de gaz à effet de serre, notamment de dioxyde de carbone, dans un pays où la législation sur l'environnement est moins contraignante. Quand la délocalisation concerne les émissions de dioxyde de carbone (CO2), on parle alors de « délocalisation de carbone ». Les expressions « fuite de carbone » ou de « fuite carbone », issues de traductions littérales de l'anglais carbon leakage, sont utilisées par certaines institutions mais déconseillées par la commission d'enrichissement de la langue française.

## Exemples de délocalisation de GES

### Greenwashing dans l'industrie du béton
Dans l'industrie du béton, les importations depuis l'extérieur de l'UE et la stratification de la production permettent d'effacer une partie du bilan carbone du ciment et de légalement pouvoir le vendre comme du « Béton bas carbone ». Des entreprises importent ainsi un clinker depuis l’extérieur de l’Union-Européenne, dont le bilan carbone n'est pas établi, évitant ainsi les contraintes réglementaires du marché européen du CO2, comme LafargeHolcim et Cem'In'Eu qui font notamment venir leur ciment de Turquie. Cette stratégie fait partie d'un phénomène plus large de « Fuites Carbone » contre lequel l’Union européenne projette d’agir à horizon 2026 avec la création d’une taxe carbone aux frontières (CBAM),,,.

## Politique de prévention

### Dans l'Union Européenne
Dans le cadre du système communautaire d’échange de quotas d’émission (SEQE), le plus grand d'échange de crédit-carbone dans le monde, l'Union Européenne (UE) a mis en place des mesures visant à éviter les délocalisations de carbone. Ainsi, afin de préserver la compétitivité des industries couvertes par le SEQE, les secteurs et sous-secteurs considérés comme exposés à un risque important de fuite de carbone reçoivent un plus grand nombre de quotas durant la troisième phase du SEQE (2013-2020) que d'autres installations industrielles. Par ailleurs, la réglementation donne aux États membres la possibilité de compenser l'augmentation des coûts d'électricité due au SEQE-UE de la plupart des secteurs fortement consommateurs d'électricité, grâce à des programmes d'aide nationaux.